# Alex de Renzy
Alexander de Renzy (13 d'agost de 1935 - 8 de juny de 2001) va ser un director i productor de cinema pornogràfic nord-americà.
Nascut a Nova York, per Renzy va servir a la Força Aèria dels Estats Units com a instructor de supervivència. De tornada als Estats Units, va començar a fer pel·lícules documentalss a San Francisco. L'octubre de 1969, va anar a Dinamarca per assistir a Sex 69, la primera fira comercial porno organitzada a Copenhaguen després de la legalització allí de la pornografia per a adults. Això va donar lloc a la seva primera pel·lícula, Censorship in Denmark: A New Approach (1970), que es va estrenar l'any següent.
Va ser l'editor de Sexual Encounter Group (1970), va ser cinematògraf de set pel·lícules i va escriure cinc guions. La seva producció Lady Freaks (1973) va presentar la llegenda de l'estrella porno Annette Haven. Les seves pel·lícules també inclouen els dos clàssics del porno dels anys 70 Babyface (1977) i Pretty Peaches (1978).
Un altre descobriment de Renzy va ser Desireé Cousteau. Va guanyar el premi de l'Adult Film Association of America el 1978 a la "Millor actriu" pel seu paper protagonista a Pretty Peaches i es va convertir en una estrella internacional del sexe. La trama de Pretty Peaches deriva del clàssic literari de Voltaire Candide sobre una jove ingènua una sèrie de dificultats que constitueixen la sàtira. Peaches conté una notòria escena d'ènema (i que durant un temps va ser censurada a partir del llançament de VHS, restaurada en el llançament de DVD d'Alpha Blue) en què el poderós esprai a raig de Cousteau. el quart posterior tira el metge que l'administra al terra del bany, a qui Peaches lamenta "No crec que pugui curar res!".
Va guanyar el premi de l'Adult Film Association of America Award el 1977 al millor director per "Babyface", i va ser inclòs a l'AVN Hall of Fame i al XRCO Hall of Fame.
Després de filmar els seus últims treballs Slave to Love i Two Women de Renzy es va reinventar com a Rex Borsky el 1991. L'èmfasi en el sexe anal.
Alex de Renzy va patir un ictus i un atac de diabètic mortal mentre estava a la seva habitació d'hotel a Los Angeles durant la producció del seu últim vídeo.

## Filmografia parcial
- Censorship in Denmark: A New Approach (1970)[1]
- A History of the Blue Movie (1970)
- Femmes de Sade (1976)
- Babyface (1977)
- Pretty Peaches (1978)
- Dirty Girls (1984)
- Wild Things (1985)
- Moving In (1986)
- Pretty Peaches 2 (1987)
- The Big Thrill (1989)
- Rapture (1990)
- Two Women (1992)
- Slave to Love (1993)
- Little Sisters (N/A)

com a Rex Borsky:
- Anal Addict (1995)
- Anal Hellraiser (1995)
- Anal Sweetheart (1995)
- Anal Breakdown (1994)
- Gang Bang Wild Style I & II (1994)
- Anal Justice (1994)
- Booty Mistress (1994)
- Gang Bang Nymphette (1994)
- Anal Co-ed (1993)
- Anal Sensations (1993)
- Anal Siege (1993)
- Anal Taboo (1993)
- Anal Carnival (1992)
- Anal Cuties of Chinatown (1992)
- Anal Madness (1992)
- Anal Rookies (1992)
- Anal Innocence (1991)
- Anal Revolution (1991)
- Anal Starlets (1991)